# Teungueth Football Club
O Teungueth Football Club é um clube de futebol de Senegal. Disputa atualmente a primeira divisão nacional.